# Michał Golus
Michał Golus (ur. 11 października 1995 r. w Radomiu) – polski niepełnosprawny pływak, brązowy medalista mistrzostw świata, dwukrotny mistrz Europy.

## Życiorys
W 2018 roku został dwukrotnym mistrzem Europy w Dublinie. Złoto zdobył na dystansie 50 m stylem dowolnym (S8) oraz na dwukrotnie dłuższym odcinku w tym samym stylu. Do tego zdobył srebrny medal na 100 m stylem motylkowym (S8).
Następnego roku zdobył brązowy medal podczas mistrzostw świata w Londynie na 100 m stylem motylkowym (S8), przegrywając jedynie z Grekiem Dimosthenisem Michalentzakisem i Amerykaninem Robertem Griswoldem.

## Wyniki
| Rok  | Zawody                   | Miejscowość | Konkurencja                        | Wynik         | Pozycja     |
| ---- | ------------------------ | ----------- | ---------------------------------- | ------------- | ----------- |
| 2017 | Mistrzostwa świata       | Meksyk      | 50 m stylem dowolnym (S8)          | 28,25         | 4. miejsce  |
| 2017 | Mistrzostwa świata       | Meksyk      | 100 m stylem dowolnym (S8)         | 1:05,58       | 6. miejsce  |
| 2017 | Mistrzostwa świata       | Meksyk      | 100 m stylem motylkowym (S8)       | 1:04,31       | 4. miejsce  |
| 2017 | Mistrzostwa świata       | Meksyk      | 200 m stylem zmiennym (SM8)        | 2:54,31       | 9. miejsce  |
| 2018 | Mistrzostwa Europy       | Dublin      | 50 m stylem dowolnym (S8)          | 28,06         | 1. miejsce  |
| 2018 | Mistrzostwa Europy       | Dublin      | 100 m stylem dowolnym (S8)         | 1:01,70       | 1. miejsce  |
| 2018 | Mistrzostwa Europy       | Dublin      | 100 m stylem motylkowym (S8)       | 1:04,47       | 2. miejsce  |
| 2018 | Mistrzostwa Europy       | Dublin      | 200 m stylem zmiennym (SM8)        | DSQ           | DSQ         |
| 2018 | Mistrzostwa Europy       | Dublin      | 4 × 100 m stylem zmiennym (34 pkt) | 4:35,99       | 4. miejsce  |
| 2019 | Mistrzostwa świata       | Londyn      | 50 m stylem dowolnym (S8)          | 28,06         | 6. miejsce  |
| 2019 | Mistrzostwa świata       | Londyn      | 100 m stylem dowolnym (S8)         | 1:02,02       | 7. miejsce  |
| 2019 | Mistrzostwa świata       | Londyn      | 100 m stylem motylkowym (S8)       | 1:05,21       | 3. miejsce  |
| 2021 | Mistrzostwa Europy       | Madera      | 50 m stylem dowolnym (S8)          | 28,27         | 7. miejsce  |
| 2021 | Mistrzostwa Europy       | Madera      | 100 m stylem dowolnym (S8)         | 1:02,42       | 7. miejsce  |
| 2021 | Mistrzostwa Europy       | Madera      | 100 m stylem motylkowym (S8)       | 1:06,50       | 4. miejsce  |
| 2021 | Igrzyska paraolimpijskie | Tokio       | 100 m stylem dowolnym (S8)         | 1:01,26 (el.) | 9. miejsce  |
| 2021 | Igrzyska paraolimpijskie | Tokio       | 100 m stylem motylkowym (S8)       | 1:06,17 (el.) | 13. miejsce |